# Английская духовная миссия в Забайкалье
Английская духовная миссия в Забайкалье — протестантская духовная миссия Лондонского миссионерского общества, действовавшая в 1818—1840 годах в Забайкалье. Известна значительным трудом в области составления учебников и словарей монгольского языка, книгоиздательства и распространения образования среди бурятского населения.

## Британские миссионерские общества
В 1796 году были созданы Лондонское и Шотландское миссионерские общества. В 1804 году создаются Британское и Иностранное библейские общества. Их основными целями были перевод Библии на языки мира и её распространение.
В 1805 году император Александр I подписал Закон о религии, дающий свободу проповеди церквям и обществам, получившим официальную регистрацию в России. Шотландское миссионерское общество получило на Северном Кавказе право на «…обращение смежных магометан и язычников в христианскую веру посредством проповедования и печатания Священных книг».
В декабре 1812 года в Санкт-Петербурге по образцу Британского было создано Российское библейское общество. Александр I стал его членом с ежегодным взносом в 10 тысяч рублей.
В 1814 году Российское библейское общество начало сотрудничать с Лондонским миссионерским обществом.

## История миссии
26 декабря 1814 года Лондонское миссионерское общество приняло решение открыть представительство в Иркутске.

### Персонал миссии

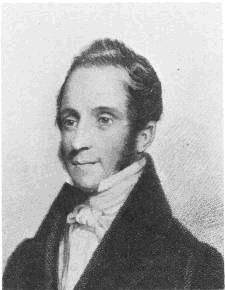
Эдвард Сталибрас

15 августа 1815 года Роберт Юилль предложил свою кандидатуру для участия в миссии. Кандидатура Юилля долго не утверждалась. В декабре 1815 года первым был утверждён Эдвард Сталибрас (англ. Edward Stallybrass). В 1817 году членом миссии был избран Корнелиус Рамн. Третьим миссионером стал Вильям Сван, получивший назначение 3 июня 1818 года.

### Прибытие в Россию
В 1817 году супруги Сталибрас и Рамн прибыли в Санкт-Петербург. Император Александр I предоставил миссионерам кредит в 7 тысяч рублей, и выделил для миссии участок земли в Селенгинске и 7 тысяч рублей на строительство здания. Император также издал указ об открытии миссии. 5 декабря 1817 года семьи миссионеров выехали в Сибирь и 26 марта 1818 года прибыли в Иркутск, где остались на несколько месяцев, занимаясь изучением монгольского языка.

### В Селенгинске

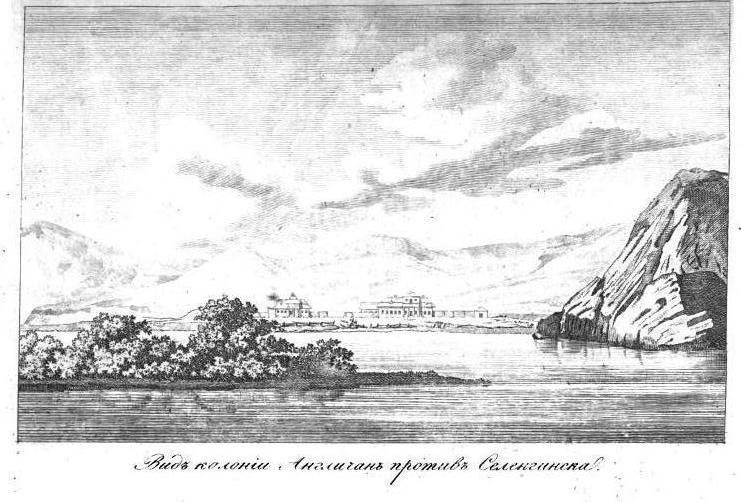
Здания Английской миссии в Селенгинске. Рисунок художника Янченко из книги А. И. Мартоса «Письма о Восточной Сибири». 1823 год.

Однако, Иркутск Сталибрасы и Рамны сочли неудобным для размещения своей миссии, и они приняли решение поселиться в Селенгинске, который был ближе к китайской границе и откуда миссионеры намеревались проникнуть в Монголию. В 1819 году Сталибрас и Рамн по приглашению Хамбо-ламы посетили Тамчинский дацан. Тем временем заболела Бетти Рамн и врачи рекомендовали ей лечение в Санкт-Петербурге. Семья Рамнов выехала из Селенгинска 19 декабря 1819 года.
В конце января 1820 года в миссию прибыли семья Юилль и Вильям Сван. Семья Сталибрасов уже жила в Селенгинске, где миссионеры приобрели у городского общества за 5 тысяч рублей дом, который ранее планировался под почтовую станцию. Семьи разводили домашних животных: овец, коров и лошадей, пекли хлеб, делали квас, а также изготовляли собственные свечи. Продовольствие закупали оптом в Иркутске и Верхнеудинске. Вильям Сван и Роберт Юилль оказывали местному населению медицинскую помощь. Юилль открыл в своём доме аптеку. Жители Селенгинска называли его Романом Васильевичем.

### Семьи миссионеров
В 1826 году Сара Сталибрас открыла в Селенгинске школу для девочек, в которой преподавалось рукоделие, ремёсла, готовились гувернантки. После смерти Сары (6 февраля 1833 года) обучение в школе вели её дети.
В 1827 году от тифа умерла Марта Кови (жена Юилля) и три её дочери. Из 13 детей миссионеров выжили только 8.
Вильям Сван семьи не имел; он часто совершал длительные поездки до Приаргунья на востоке Забайкалья, посетил 18 родов селенгинских и 11 родов хоринских бурят.
В январе 1829 года Сван совершил поездку в Шотландию, где женился. В 1832 году супруги Сваны посетили Санкт-Петербург. В марте 1834 года семья Сванов прибыла в Селенгинск. Вместе с ними приехал новый член миссии — типограф Джон Аберкромби, крещёный уроженец Кавказа.
В октябре 1834 года Эдвард Сталибрас выехал в Англию, где вновь женился, вероятно, по требованию Лондонского миссионерского общества.

### Миссионерская деятельность

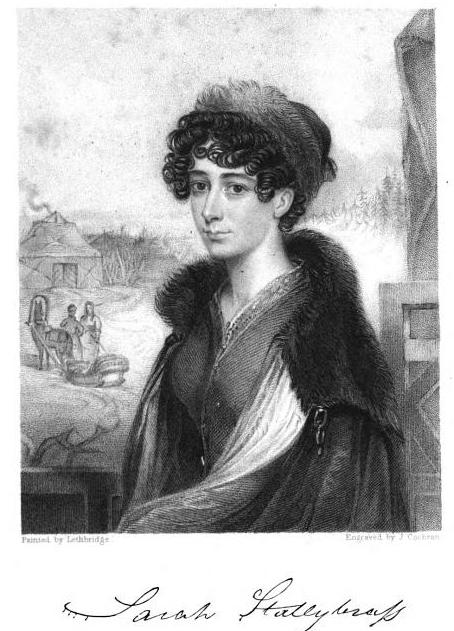
Сара Сталибрас. Портрет из некролога Эдварда Сталибраса. Лондон, 1836 год.

Местные светские и духовные власти создавали различные препятствия деятельности миссионеров, подозревая их в политической пропаганде и шпионаже.
Миссионеры учили русский, монгольский, маньчжурский языки. По свидетельству Джона Дундаса Кохрана, ими было приобретено 30 возов религиозных книг, привезённых из Тибета.
В Селенгинске миссионеры узнали, что буряты кочуют на больших территориях, и возникла потребность в длительных поездках, совершаемых членами миссии в летний период. В 1823 году миссия купила дом на реке Оне (в настоящее время Хоринский район Бурятии).
В 1828 году миссионеры решают разъехаться по Забайкалью. Сталибрас основывает миссионерский стан на реке Кодун у крупного Кодунского дацана, в 15 верстах от Степной думы. Там был куплен дом у бывшего тайши Галсанова. В 1832 году Сталибрас построил новое здание. Сван переехал на Ону, где после 1832 года (по разным сведениям в 1828 или после 1832 года) создал школу.
19 апреля 1829 года миссионеров посетил О. М. Ковалевский, который путешествовал со своим наставником А. В. Игумновым. К этому времени Роберт Юилль составил монгольско-русский, русско-монгольский, монгольско-маньчжурский словари с кратким объяснением слов по-монгольски, начал англо-монгольский словарь, написал монгольскую грамматику на английском, а для бурят и на монгольском языке, перевёл на монгольский арифметику, геометрию, тригонометрию и практическую геометрию.
О. М. Ковалевский несколько раз посещал Селенгинск, где надолго останавливался у миссионеров. 28 мая 1829 года он выехал на Уду к хоринским бурятам. Там он встретился со Сваном и Сталибрасом и получил от них часть монгольской грамматики и псалтырь, переведённый на монгольский Сталибрасом. Позднее Юилль передал О. М. Ковалевскому таблицы глаголов и монгольско-русские разговорники. Таким образом, работы английских миссионеров внесли вклад в российское востоковедение.
В начале 1830 года миссионеры обратились в Министерство внутренних дел и Святейший Синод с просьбой о разрешении им крестить бурят по протестантскому обряду. В 1833 году Кабинет министров объявил заявителям, что бурят, желающих принять крещение, они должны отсылать к православному духовенству и что только при этом условии английские миссионеры могут продолжать свою деятельность. По воспоминаниям современников, миссионеры неофициально крестили около 100 человек. После закрытия миссии все они перешли в православие.

### Просветительская деятельность
В 1833 году миссия сделала своим приоритетом образование детей.
Первые классы были открыты ещё в 1828 году и получили официальный статус учебного заведения, где кроме общеобразовательных дисциплин преподавались Закон Божий, Библия и другие духовные предметы христианско-протестантского толка. Также школы были открыты в миссионерских станах на Оне и Кодуне.
В 1832 году Роберт Юилль начал строительство отдельного здания для школы. Юилль назвал свою трёхлетнюю школу «Селенгинской академией для обучения молодежи языческих племен Сибири». В академии преподавались: арифметика, геометрия, тригонометрия, алгебра, история, логика, Священное Писание, Библия; языки: русский, латинский, греческий, английский, древнееврейский, монгольский, тибетский, маньчжурский, бурятский язык и его диалекты.
Сван и семья Сталибрасов в своих школах преподавали более простую программу: Закон Божий на монгольском языке, арифметика, русская грамматика, пение псалмов, а также шитьё и вязание (для девочек), плотницкое и столярное дело (для мальчиков).
Ученики миссионеров почти все стали учителями церковно-приходских школ. Ринчин Ванчиков преподавал в русско-монгольской войсковой школе. Ринчин-Доржи Дымбилов и Тарба Жигжитов стали Главными тайшами хоринских бурят. Среди учеников были заседатели Степных Дум, войсковые начальники, чиновники уездных канцелярий, переводчики.

### Библиотека миссии
В библиотеке миссии в Селенгинске хранилось большое количество Евангелий и Священных писаний на маньчжурском и английском языках, книги на восточных языках, монголо-английский и маньчжуро-английский словари, тригонометрия на бурятском языке и другие книги.
После отъезда миссионеров в Англию, библиотека Юилля была передана на хранение селенгинскому купцу Н. И. Мельникову. В 1864 году Н. И. Мельников передал библиотеку миссии в библиотеку Посольского Спасо-Преображенского монастыря, в котором располагалась в то время Забайкальская духовная миссия. Книги английской миссии хранились отдельно от библиотеки монастыря.

### Переводы и книгоиздательство

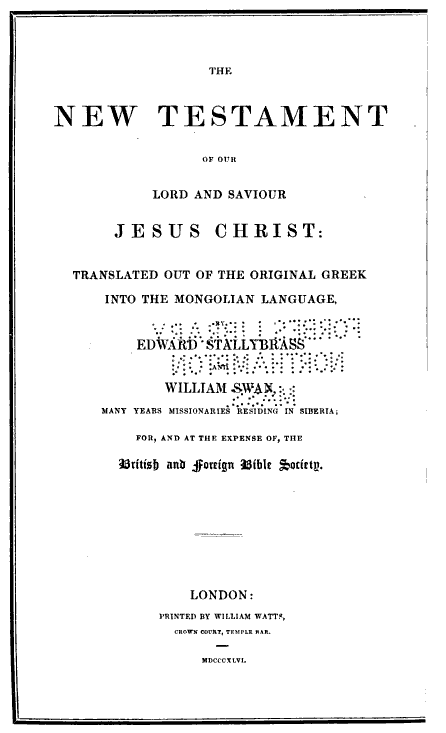
Страница «Нового Завета» на монгольском языке в переводе Эдварда Сталибраса и Вильяма Свана. Издан в Лондоне в 1846 году.

В 1824 году из Санкт-Петербурга в Селенгинск был доставлен печатный станок, но переводов богослужебных книг на монгольский язык ещё не существовало. До 1834 года миссионеры изучали языки, переводили Библию и школьные учебники. Большую часть работы выполнил Роберт Юилль.
В марте 1834 года вместе с Сваном в Селенгинск приехал из Казани типограф Джон (Иван Иванович) Аберкромби, воспитанник Шотландской миссии на Кавказе, и в конце того же года в типографии Селенгинска были отпечатаны первые 500 экземпляров «Книги Бытия» на монгольском языке.
Из-за длительного конфликта между миссионерами, в 1835 году печатный станок перевезли в миссионерский стан на Кодуне. Там продолжилось издание книг, в том числе Нового Завета в переводе Я. И. Шмидта.
Роберт Юилль в Селенгинске с помощью местных мастеров собрал новый печатный станок и отлил литеры монгольской и тибетской слоговой азбуки. В 1836 году он выпустил «Монгольский словарь» и «Монгольскую грамматику».

### Прекращение деятельности миссии
После смерти императора Александра I (1825) изменилась государственная политика в отношении ко всем иностранным духовным обществам. Было ликвидировано Российское библейское общество и все его региональные представительства. В 1835 году закрыли Шотландскую и Базельскую иностранные христианско-протестантские духовные миссии.
В 1839 году Лондонское миссионерское общество исключило из своих рядов Роберта Юилля. Вероятно, из-за того, что Юилль предпочитал изучение языков, а не религиозную деятельность.
7 июля 1840 года император Николай I утвердил предложение Священного Синода о ликвидации Английской миссии в Забайкалье.
После завершения печатания Библии Сталибрас, Сван и Аберкромби в январе 1841 года выехали из Забайкалья в Санкт-Петербург. Юилль, уже не считавшийся миссионером, жил в Селенгинске до 1846 года.
В 1852 году в зданиях миссии в Селенгинске разместилась русско-монгольская войсковая школа и временные заведения 23-й батареи конноартиллерийской бригады Забайкальского казачьего войска.